# Список Державних секретарів США

Офіційна печатка Державного секретаря США

Ця стаття містить список політичних діячів, які колись обіймали посаду Державного секретаря США, та інформацію про них, представлену у порядку їх призначення на цю посаду. Державний секретар США є керівником Державного департаменту США — відомства зовнішньої політики США (з 1789 року).
Державний секретар є частиною Уряду США, призначається Президентом зі схвалення Сенату.
З 26 січня 2021 року посаду Держсекретаря США обіймає Ентоні Блінкен.
З моменту свого створення 10 серпня 1781 року ця посада мала назву Секретар (Міністр) закордонних справ США. Після набуття чинності Конституції США посада Секретаря закордонних справ була замінена посадою Державного секретаря США 15 вересня 1789 року.

## Список державних секретарів
| №  | Секретар               | Рідний штат                | Вступив на посаду      | Пішов з посади          | Президент(и), в адміністрації якого (яких) перебував на посаді |
| -- | ---------------------- | -------------------------- | ---------------------- | ----------------------- | -------------------------------------------------------------- |
| —  | Джон Джей[A]           | Нью-Йорк                   | 15 вересня 1789 року   | 22 березня 1790 року    | Джордж Вашингтон (без партії)                                  |
| 1  | Томас Джефферсон       | Вірджинія                  | 22 березня 1790 року   | 31 грудня 1793 року     | Джордж Вашингтон (без партії)                                  |
| 2  | Едмунд Рендолф         | Вірджинія                  | 2 січня 1794 року      | 20 серпня 1795 року     | Джордж Вашингтон (без партії)                                  |
| 3  | Тімоті Пікеринг        | Пенсільванія               | 20 серпня 1795 року    | 10 грудня 1795 року[B]  | Джордж Вашингтон (без партії)                                  |
| 3  | Тімоті Пікеринг        | Пенсільванія               | 10 грудня 1795 року    | 4 березня 1797 року     | Джордж Вашингтон (без партії)                                  |
| 3  | Тімоті Пікеринг        | Пенсільванія               | 4 березня 1797 року    | 12 травня 1800 року     | Джон Адамс (Федералістська партія)                             |
| —  | Чарльз Лі[C]           | Вірджинія                  | 13 травня 1800 року    | 5 червня 1800 року      | Джон Адамс (Федералістська партія)                             |
| 4  | Джон Маршалл           | Вірджинія                  | 13 червня 1800 року    | 4 березня 1801 року     | Джон Адамс (Федералістська партія)                             |
| —  | Леві Лінкольн[C]       | Массачусетс                | 5 березня 1801 року    | 1 травня 1801 року      | Томас Джефферсон (Демократично-республіканська партія)         |
| 5  | Джеймс Медісон         | Вірджинія                  | 2 травня 1801 року     | 3 березня 1809 року     | Томас Джефферсон (Демократично-республіканська партія)         |
| 6  | Роберт Сміт            | Меріленд                   | 6 березня 1809 року    | 1 квітня 1811 року      | Джеймс Медісон (Демократично-республіканська партія)           |
| 7  | Джеймс Монро           | Вірджинія                  | 2 квітня 1811 року     | 4 березня 1817 року     | Джеймс Медісон (Демократично-республіканська партія)           |
| —  | Джон Грем              | Кентуккі                   | 4 березня 1817 року    | 9 березня 1817 року     | Джеймс Монро (Демократично-республіканська партія)             |
| —  | Річард Раш[C]          | Пенсільванія               | 10 березня 1817 року   | 22 вересня 1817 року    | Джеймс Монро (Демократично-республіканська партія)             |
| 8  | Джон Квінсі Адамс      | Массачусетс                | 22 вересня 1817 року   | 3 березня 1825 року     | Джеймс Монро (Демократично-республіканська партія)             |
| —  | Деніел Брент           | Вірджинія                  | 4 березня 1825 року    | 7 березня 1825 року     | Джон Квінсі Адамс (Демократично-республіканська партія)        |
| 9  | Генрі Клей             | Кентуккі                   | 7 березня 1825 року    | 3 березня 1829 року     | Джон Квінсі Адамс (Демократично-республіканська партія)        |
| —  | Джеймс Гемілтон        | Нью-Йорк                   | 4 березня 1829 року    | 27 березня 1829 року    | Ендрю Джексон (Демократична партія)                            |
| 10 | Мартін ван Бюрен       | Нью-Йорк                   | 28 березня 1829 року   | 23 травня 1831 року     | Ендрю Джексон (Демократична партія)                            |
| 11 | Едвард Лівінгстон      | Луїзіана                   | 24 травня 1831 року    | 29 травня 1833 року     | Ендрю Джексон (Демократична партія)                            |
| 12 | Луїс Маклейн           | Делавер                    | 29 травня 1833 року    | 30 червня 1834 року     | Ендрю Джексон (Демократична партія)                            |
| 13 | Джон Форсайт           | Джорджія                   | 1 липня 1834 року      | 4 березня 1837 року     | Ендрю Джексон (Демократична партія)                            |
| 13 | Джон Форсайт           | Джорджія                   | 4 березня 1837 року    | 3 березня 1841 року     | Мартін ван Бюрен (Демократична партія)                         |
| —  | Джейкоб Мартін         | Вашингтон (округ Колумбія) | 4 березня 1841 року    | 5 березня 1841 року     | Вільям Гаррісон (Партія вігів)                                 |
| 14 | Даніель Вебстер        | Массачусетс                | 6 березня 1841 року    | 4 квітня 1841 року      | Вільям Гаррісон (Партія вігів)                                 |
| 14 | Даніель Вебстер        | Массачусетс                | 4 квітня 1841 року     | 8 травня 1843 року      | Джон Тайлер (Партія вігів)                                     |
| —  | Г'ю Легаре             | Південна Кароліна          | 9 травня 1843 року     | 20 червня 1843 року     | Джон Тайлер (Партія вігів)                                     |
| —  | Вільям Деррік          | Пенсільванія               | 21 червня 1843 року    | 23 червня 1843 року     | Джон Тайлер (Партія вігів)                                     |
| 15 | Абель П. Апшер         | Вірджинія                  | 24 червня 1843 року    | 23 липня 1843 року[D]   | Джон Тайлер (Партія вігів)                                     |
| 15 | Абель П. Апшер         | Вірджинія                  | 24 липня 1843 року     | 28 лютого 1844 року     | Джон Тайлер (Партія вігів)                                     |
| —  | Джон Нельсон[C]        | Меріленд                   | 29 лютого 1844 року    | 31 березня 1844 року    | Джон Тайлер (Партія вігів)                                     |
| 16 | Джон Келхун            | Південна Кароліна          | 1 квітня 1844 року     | 10 березня 1845 року[E] | Джон Тайлер (Партія вігів)                                     |
| 17 | Джеймс Б'юкенен        | Пенсільванія               | 10 березня 1845 року   | 7 березня 1849 року[E]  | Джеймс Н. Полк[E] (Демократична партія)                        |
| 18 | Джон Клейтон           | Делавер                    | 8 березня 1849 року    | 9 липня 1850 року       | Закарі Тейлор (Партія вігів)                                   |
| 18 | Джон Клейтон           | Делавер                    | 9 липня 1850 року      | 22 липня 1850 року      | Міллард Філлмор (Партія вігів)                                 |
| 19 | Даніель Вебстер        | Массачусетс                | 23 липня 1850 року     | 24 жовтня 1852 року     | Міллард Філлмор (Партія вігів)                                 |
| —  | Чарльз Конрад[B]       | Луїзіана                   | 25 жовтня 1852 року    | 6 листопада 185 року    | Міллард Філлмор (Партія вігів)                                 |
| 20 | Едвард Еверетт         | Массачусетс                | 6 листопада 1852 року  | 3 березня 1853 року     | Міллард Філлмор (Партія вігів)                                 |
| —  | Вільям Хантер[F]       | Род-Айленд                 | 4 березня 1853 року    | 7 березня 1853 року     | Франклін Пірс (Демократична партія)                            |
| 21 | Вільям Марсі           | Нью-Йорк                   | 7 березня 1853 року    | 6 березня 1857 року[E]  | Франклін Пірс (Демократична партія)                            |
| 22 | Льюїс Касс             | Мічиган                    | 6 березня 1857 року    | 14 грудня 1860 року     | Джеймс Б'юкенен (Демократична партія)                          |
| —  | Вільям Хантер          | Род-Айленд                 | 15 грудня 1860 року    | 16 грудня 1860 року     | Джеймс Б'юкенен (Демократична партія)                          |
| 23 | Джеремайя Блек         | Пенсільванія               | 17 грудня 1860 року    | 5 березня 1861 року[E]  | Джеймс Б'юкенен (Демократична партія)                          |
| 24 | Вільям Сьюард          | Нью-Йорк                   | 5 березня 1861 року    | 15 квітня 1865 року     | Авраам Лінкольн (Республіканська партія)                       |
| 24 | Вільям Сьюард          | Нью-Йорк                   | 15 квітня 1865 року    | 5 березня 1869 року     | Ендрю Джонсон (Демократична партія)                            |
| 25 | Еліягу Вошберн         | Іллінойс                   | 5 березня 1869 року    | 16 березня 1869 року    | Улісс Грант (Республіканська партія)                           |
| 26 | Гамільтон Фіш          | Нью-Йорк                   | 17 березня 1869 року   | 4 березня 1877 року     | Улісс Грант (Республіканська партія)                           |
| 26 | Гамільтон Фіш          | Нью-Йорк                   | 4 березня 1877 року    | 12 березня 1877 року[E] | Резерфорд Хейз[E] (Республіканська партія)                     |
| 27 | Вільям Евартс          | Нью-Йорк                   | 12 березня 1877 року   | 7 березня 1881 року     | Резерфорд Хейз[E] (Республіканська партія)                     |
| 28 | Джеймс Блейн           | Мен                        | 7 березня 1881 року    | 19 вересня 1881 року    | Джеймс Гарфілд (Республіканська партія)                        |
| 28 | Джеймс Блейн           | Мен                        | 19 вересня 1881 року   | 19 грудня 1881 року     | Честер А. Артур (Республіканська партія)                       |
| 29 | Фредерік Фрелінгхойзен | Нью-Джерсі                 | 19 грудня 1881 року    | 6 березня 1885 року[E]  | Честер А. Артур (Республіканська партія)                       |
| 30 | Томас Бейард           | Делавер                    | 7 березня 1885 року    | 6 березня 1889 року     | Гровер Клівленд[E] (Демократична партія)                       |
| 31 | Джеймс Блейн           | Мен                        | 7 березня 1889 року    | 4 червня 1892 року      | Бенджамін Гаррісон (Республіканська партія)                    |
| —  | Вільям Вортон[G]       | Массачусетс                | 4 червня 1892 року     | 29 червня 1892 року     | Бенджамін Гаррісон (Республіканська партія)                    |
| 32 | Джон Фостер            | Індіана                    | 29 червня 1892 року    | 23 лютого 1893 року     | Бенджамін Гаррісон (Республіканська партія)                    |
| —  | Вільям Вортон[G]       | Массачусетс                | 24 лютого 1893 року    | 6 березня 1893 року     | Бенджамін Гаррісон (Республіканська партія)                    |
| —  | Вільям Вортон[G]       | Массачусетс                | 24 лютого 1893 року    | 6 березня 1893 року     | Гровер Клівленд (Демократична партія)                          |
| 33 | Волтер Грешам          | Іллінойс                   | 7 березня 1893 року    | 28 травня 1895 року     |                                                                |
| –  | Едвін Ул[G]            | Мічиган                    | 28 травня 1895 року    | 9 червня 1895 року      |                                                                |
| 34 | Річард Олні            | Массачусетс                | 10 червня 1895 року    | 5 березня 1897 року[E]  |                                                                |
| 35 | Джон Шерман            | Огайо                      | 6 березня 1897 року    | 27 квітня 1898 року     | Вільям Мак-Кінлі (Республіканська партія)                      |
| 36 | Вільям Дей             | Огайо                      | 28 квітня 1898 року    | 16 вересня 1898 року    | Вільям Мак-Кінлі (Республіканська партія)                      |
| —  | Алві Аді[H]            | Нью-Йорк                   | 17 вересня 1898 року   | 29 вересня 1898 року    | Вільям Мак-Кінлі (Республіканська партія)                      |
| 37 | Джон Гей               | Вашингтон (округ Колумбія) | 30 вересня 1898 року   | 14 вересня 1901 року    | Вільям Мак-Кінлі (Республіканська партія)                      |
| 37 | Джон Гей               | Вашингтон (округ Колумбія) | 14 вересня 1901 року   | 1 липня 1905 року       | Теодор Рузвельт (Республіканська партія)                       |
| —  | Френсіс Луміс[G]       | Огайо                      | 1 липня 1905 року      | 18 липня 1905 року      | Теодор Рузвельт (Республіканська партія)                       |
| 38 | Еліу Рут               | Нью-Йорк                   | 29 липня 1905 року     | 27 січня 1909 року      | Теодор Рузвельт (Республіканська партія)                       |
| 39 | Роберт Бекон           | Нью-Йорк                   | 27 січня 1909 року     | 5 березня 1909 року[E]  | Теодор Рузвельт (Республіканська партія)                       |
| 40 | Філандер Нокс          | Пенсільванія               | 6 березня 1909 року    | 5 березня 1913 року     | Вільям Говард Тафт[E] (Республіканська партія)                 |
| 41 | Вільям Дженнінгс Браян | Небраска                   | 5 березня 1913 року    | 9 червня 1915 року      | Вудро Вільсон (Демократична партія)                            |
| 42 | Роберт Лансінг         | Нью-Йорк                   | 9 червня 1915 року     | 23 червня 1915 року     | Вудро Вільсон (Демократична партія)                            |
| 42 | Роберт Лансінг         | Нью-Йорк                   | 24 червня 1915 року    | 13 лютого 1920 року     | Вудро Вільсон (Демократична партія)                            |
| —  | Френк Полк[I]          | Нью-Йорк                   | 14 лютого 1920 року    | 12 березня 1920 року    | Вудро Вільсон (Демократична партія)                            |
| 43 | Бейнбрідж Колбі        | Нью-Йорк                   | 23 березня 1920 року   | 4 березня 1921 року     | Вудро Вільсон (Демократична партія)                            |
| 44 | Чарльз Еванс Г'юз      | Нью-Йорк                   | 5 березня 1921 року    | 2 серпня 1923 року      | Воррен Гардінг (Республіканська партія)                        |
| 44 | Чарльз Еванс Г'юз      | Нью-Йорк                   | 2 серпня 1923 року     | 4 березня 1925 року     | Калвін Кулідж (Республіканська партія)                         |
| 45 | Френк Келлог           | Міннесота                  | 5 березня 1925 року    | 4 березня 1929 року     | Калвін Кулідж (Республіканська партія)                         |
| 45 | Френк Келлог           | Міннесота                  | 4 березня 1929 року    | 28 березня 1929 року    | Герберт Гувер (Республіканська партія)                         |
| 46 | Генрі Стімсон          | Нью-Йорк                   | 28 березня 1929 року   | 4 березня 1933 року     | Герберт Гувер (Республіканська партія)                         |
| 47 | Корделл Голл           | Теннессі                   | 4 березня 1933 року    | 30 листопада 1944 року  | Франклін Делано Рузвельт (Демократична партія)                 |
| 48 | Едвард Стеттініус      | Вірджинія                  | 1 грудня 1944 року     | 12 квітня 1945 року     | Франклін Делано Рузвельт (Демократична партія)                 |
| 48 | Едвард Стеттініус      | Вірджинія                  | 12 квітня 1945 року    | 27 червня 1945 року     | Гаррі Трумен (Демократична партія)                             |
| —  | Джозеф Грю[I]          | Нью-Гемпшир                | 28 червня 1945 року    | 3 липня 1945 року       | Гаррі Трумен (Демократична партія)                             |
| 49 | Джеймс Бірнс           | Південна Кароліна          | 3 липня 1945 року      | 21 січня 1947 року      | Гаррі Трумен (Демократична партія)                             |
| 50 | Джордж Маршалл         | Пенсільванія               | 21 січня 1947 року     | 20 січня 1949 року      | Гаррі Трумен (Демократична партія)                             |
| 51 | Дін Ачесон             | Меріленд                   | 21 січня 1949 року     | 20 січня 1953 року      | Гаррі Трумен (Демократична партія)                             |
| —  | Г. Фрімен Метьюс[I]    | Меріленд                   | 20 січня 1953 року     | 21 січня 1953 року      | Дуайт Ейзенхауер (Республіканська партія)                      |
| 52 | Джон Фостер Даллес     | Нью-Йорк                   | 21 січня 1953 року     | 22 квітня 1959 року     | Дуайт Ейзенхауер (Республіканська партія)                      |
| 53 | Крістіан Гертер        | Массачусетс                | 22 квітня 1959 року    | 20 січня 1961 року      | Дуайт Ейзенхауер (Республіканська партія)                      |
| —  | Лівінгстон Мерчант     | Вашингтон (округ Колумбія) | 20 січня 1961 року     | 21 січня 1961 року      | Джон Фіцджеральд Кеннеді (Демократична партія)                 |
| 54 | Дін Раск               | Нью-Йорк                   | 21 січня 1961 року     | 22 листопада 1963 року  | Джон Фіцджеральд Кеннеді (Демократична партія)                 |
| 54 | Дін Раск               | Нью-Йорк                   | 22 листопада 1963 року | 20 січня 1969 року      | Ліндон Джонсон (Демократична партія)                           |
| —  | Чарльз Болен           | District of Columbia       | 20 січня 1969 року     | 22 січня 1969 року      | Річард Ніксон (Республіканська партія)                         |
| 55 | Вільям Роджерс         | Меріленд                   | 22 січня 1969 року     | 3 вересня 1973 року     | Річард Ніксон (Республіканська партія)                         |
| —  | Кеннет Раш             | Флорида                    | 3 вересня 1973 року    | 22 вересня 1973 року    | Річард Ніксон (Республіканська партія)                         |
| 56 | Генрі Кіссинджер       | Вашингтон (округ Колумбія) | 22 вересня 1973 року   | 9 серпня 1974 року      | Річард Ніксон (Республіканська партія)                         |
| 56 | Генрі Кіссинджер       | Вашингтон (округ Колумбія) | 9 серпня 1974 року     | 20 січня 1977 року      | Джеральд Форд (Республіканська партія)                         |
| —  | Філіп Хабіб            | Каліфорнія                 | 20 січня 1977 року     | 23 січня 1977 року      | Джиммі Картер (Демократична партія)                            |
| 57 | Сайрус Венс            | Нью-Йорк                   | 23 січня 1977 року     | 28 квітня 1980 року     | Джиммі Картер (Демократична партія)                            |
| —  | Воррен Кристофер[K]    | Каліфорнія                 | 28 квітня 1980 року    | 2 травня 1980 року      | Джиммі Картер (Демократична партія)                            |
| —  | Девід Ньюсом[L]        |                            | 2 травня 1980 року     | 3 травня 1980 року      | Джиммі Картер (Демократична партія)                            |
| —  | Річард Купер[N]        |                            | 3 травня 1980 року     | 3 травня 1980 року      | Джиммі Картер (Демократична партія)                            |
| —  | Девід Ньюсом[L]        |                            | 3 травня 1980 року     | 4 травня 1980 року      | Джиммі Картер (Демократична партія)                            |
| —  | Воррен Кристофер[K]    | Каліфорнія                 | 4 травня 1980 року     | 8 травня 1980 року      | Джиммі Картер (Демократична партія)                            |
| 58 | Едмунд Маскі           | Мен                        | 8 травня 1980 року     | 20 січня 1981 року      | Джиммі Картер (Демократична партія)                            |
| 59 | Александр Гейг         | Коннектикут                | 22 січня 1981 року     | 5 липня 1982 року       | Рональд Рейган (Республіканська партія)                        |
| —  | Волтер Стессел[K]      | Каліфорнія                 | 5 липня 1982 року      | 16 липня 1982 року      | Рональд Рейган (Республіканська партія)                        |
| 60 | Джордж Шульц           | Каліфорнія                 | 16 липня 1982 року     | 20 січня 1989 року      | Рональд Рейган (Республіканська партія)                        |
| —  | Майкл Армакост[L]      | Меріленд                   | 20 січня 1989 року     | 25 січня 1989 року      | Джордж Буш-ст. (Республіканська партія)                        |
| 61 | Джеймс Бейкер          | Техас                      | 25 січня 1989 року     | 23 серпня 1992 року     | Джордж Буш-ст. (Республіканська партія)                        |
| 62 | Лоуренс Іґлберґер      | Флорида                    | 23 серпня 1992 року    | 8 грудня 1992 року[K]   | Джордж Буш-ст. (Республіканська партія)                        |
| 62 | Лоуренс Іґлберґер      | Флорида                    | 8 грудня 1992 року     | 19 січня 1993 року      | Джордж Буш-ст. (Республіканська партія)                        |
| —  | Арнольд Кантер[L]      | Вірджинія                  | 20 січня 1993 року     | 20 січня 1993 року      | Білл Клінтон (Демократична партія)                             |
| —  | Френк Віснер[N]        | Вашингтон (округ Колумбія) | 20 січня 1993 року     | 20 січня 1993 року      | Білл Клінтон (Демократична партія)                             |
| 63 | Воррен Кристофер       | Каліфорнія                 | 20 січня 1993 року     | 17 січня 1997 року      | Білл Клінтон (Демократична партія)                             |
| 64 | Мадлен Олбрайт         | Вашингтон (округ Колумбія) | 23 січня 1997 року     | 20 січня 2001 року      | Білл Клінтон (Демократична партія)                             |
| 65 | Колін Павелл           | Вірджинія                  | 20 січня 2001 року     | 26 січня 2005 року      | Джорж Буш-мол. (Республіканська партія)                        |
| 66 | Кондоліза Райс         | Каліфорнія                 | 26 січня 2005 року     | 20 січня 2009 року      | Джорж Буш-мол. (Республіканська партія)                        |
| —  | Вільям Джозеф Бернс[L] | Вашингтон (округ Колумбія) | 20 січня 2009 року     | 21 січня 2009 року      | Барак Обама (Демократична партія)                              |
| 67 | Гілларі Клінтон        | Нью-Йорк                   | 21 січня 2009 року     | 1 лютого 2013 року      | Барак Обама (Демократична партія)                              |
| 68 | Джон Керрі             | Массачусетс                | 1 лютого 2013 року     | 20 січня 2017 року      | Барак Обама (Демократична партія)                              |
| —  | Том Шеннон[L]          | Міннесота                  | 20 січня 2017 року     | 1 лютого 2017 року      | Дональд Трамп (Республіканська партія)                         |
| 69 | Рекс Тіллерсон         | Техас                      | 1 лютого 2017 року     | 31 березня 2018 року    | Дональд Трамп (Республіканська партія)                         |
| —  | Джон Салліван[K]       | Массачусетс                | 1 квітня 2018 року     | 26 квітня 2018 року     | Дональд Трамп (Республіканська партія)                         |
| 70 | Майк Помпео            | Канзас                     | 26 квітня 2018 року    | 20 січня 2021 року      | Дональд Трамп (Республіканська партія)                         |
| 71 | Ентоні Блінкен         | Нью-Йорк                   | 26 січня 2021 року     | 20 січня 2025 року      | Джо Байден (Демократична партія)                               |
| 72 | Марко Рубіо            | Флорида                    | 20 січня 2025 року     | нині                    | Дональд Трамп (Республіканська партія)                         |

## Список державних секретарів США за часом на посаді
Це — список Державних секретарів США за кількістю днів, проведених на посаді.
Корделл Голл — єдиний, хто обіймав посаду Державного секретаря більше 8 років. Даніель Вебстер та Джеймс Блейн були єдиними Державними секретарями, що обіймали цю посаду у не послідовні терміни. Еліягу Вошберн пробув на посаді Державного секретаря менше двох тижнів перед тим, як був призначений послом США у Франції.
| Порядок на посаді | Секретар               | Тривалість перебування на посаді (дні) | Позиція |
| ----------------- | ---------------------- | -------------------------------------- | ------- |
| 47                | Корделл Голл           | 4289                                   | 1       |
| 54                | Дін Раск               | 2921                                   | 2       |
| 24                | Вільям Сьюард          | 2921                                   | 2       |
| 8                 | Джон Квінсі Адамс      | 2920                                   | 4       |
| 26                | Гамільтон Фіш          | 2917                                   | 5       |
| 5                 | Джеймс Медісон         | 2862                                   | 6       |
| 37                | Джон Гей               | 2465                                   | 7       |
| 13                | Джон Форсайт           | 2437                                   | 8       |
| 60                | Джордж Шульц           | 2380                                   | 9       |
| 52                | Джон Фостер Даллес     | 2282                                   | 10      |
| 7                 | Джеймс Монро           | 2011                                   | 11      |
| 42                | Роберт Лансінг         | 1695                                   | 12      |
| 55                | Вільям Роджерс         | 1685                                   | 13      |
| 14/19             | Даніель Вебстер        | 1617                                   | 14      |
| 3                 | Тімоті Пікеринг        | 1614                                   | 15      |
| 45                | Френк Келлог           | 1484                                   | 16      |
| 28/31             | Джеймс Блейн           | 1472                                   | 17      |
| 67                | Гілларі Клінтон        | 1472                                   | 17      |
| 65                | Колін Пауелл           | 1467                                   | 19      |
| 51                | Дін Ачесон             | 1460                                   | 20      |
| 21                | Вільям Марсі           | 1460                                   | 20      |
| 30                | Томас Бейард           | 1460                                   | 20      |
| 40                | Філандер Нокс          | 1460                                   | 20      |
| 44                | Чарльз Еванс Г'юз      | 1460                                   | 20      |
| 63                | Воррен Кристофер       | 1458                                   | 25      |
| 64                | Мадлен Олбрайт         | 1458                                   | 25      |
| 17                | Джеймс Б'юкенен        | 1458                                   | 25      |
| 9                 | Генрі Клей             | 1457                                   | 28      |
| 27                | Вільям М. Евартс       | 1456                                   | 29      |
| 66                | Кондоліза Райс         | 1455                                   | 30      |
| 71                | Ентоні Блінкен         | 1455                                   | 30      |
| 68                | Джон Керрі             | 1449                                   | 32      |
| 46                | Генрі Стімсон          | 1437                                   | 33      |
| 1                 | Томас Джефферсон       | 1380                                   | 34      |
| 22                | Льюїс Касс             | 1379                                   | 35      |
| 61                | Джеймс Бейкер          | 1306                                   | 36      |
| 38                | Еліу Рут               | 1288                                   | 37      |
| 56                | Генрі Кіссінджер       | 1216                                   | 38      |
| 57                | Сайрус Венс            | 1191                                   | 39      |
| 29                | Фредерік Фрелінгхойзен | 1173                                   | 40      |
| 70                | Майк Помпео            | 1000                                   | 41      |
| 41                | Вільям Дженнінгс Браян | 826                                    | 42      |
| 33                | Волтер Грешам          | 812                                    | 43      |
| 10                | Мартін ван Бюрен       | 786                                    | 44      |
| 6                 | Роберт Сміт            | 756                                    | 45      |
| 11                | Едвард Лівінгстон      | 736                                    | 46      |
| 50                | Джордж Маршалл         | 730                                    | 47      |
| 53                | Крістіан Гертер        | 639                                    | 48      |
| 34                | Річард Олні            | 634                                    | 49      |
| 2                 | Едмунд Рендолф         | 595                                    | 50      |
| 49                | Джеймс Бірнс           | 567                                    | 51      |
| 59                | Александер Гейґ        | 529                                    | 52      |
| 18                | Джон Клейтон           | 501                                    | 53      |
| 69                | Рекс Тіллерсон         | 423                                    | 54      |
| 35                | Джон Шерман            | 417                                    | 55      |
| 12                | Луїс Маклейн           | 397                                    | 56      |
| 43                | Бейнбрідж Колбі        | 346                                    | 57      |
| 16                | Джон Келхун            | 343                                    | 58      |
| 4                 | Джон Маршалл           | 264                                    | 59      |
| 58                | Едмунд Маскі           | 257                                    | 60      |
| 32                | Джон Фостер            | 239                                    | 61      |
| 15                | Абель Апшер            | 219                                    | 62      |
| 48                | Едвард Стеттініус      | 208                                    | 63      |
| 36                | Вільям Дей             | 141                                    | 64      |
| 20                | Едвард Еверетт         | 117                                    | 65      |
| 72                | Марко Рубіо            | 113                                    | 66      |
| 23                | Джеремайя Блек         | 78                                     | 67      |
| 62                | Лоуренс Іґлберґер      | 43                                     | 68      |
| 39                | Роберт Бекон           | 37                                     | 69      |
| 25                | Еліягу Вошберн         | 11                                     | 70      |

## Живі донині колишні Державні секретарі США
Станом на лютий 2023 року живими донині є сім колишніх Державних секретарів (включно із тими, хто перебував на посаді з 1997 року).
Найстаршим із них є Джеймс Бейкер (на посаді у 1989–1992 рр., нар. 28 квітня 1930 року).
Найбільш нещодавно із колишніх Державних секретарів помер Генрі Кіссинджер (на посаді у 1973—1977 рр., нар. у 1923 році) — 29 листопада 2023 року.

Живі донині колишні Державні секретарі США
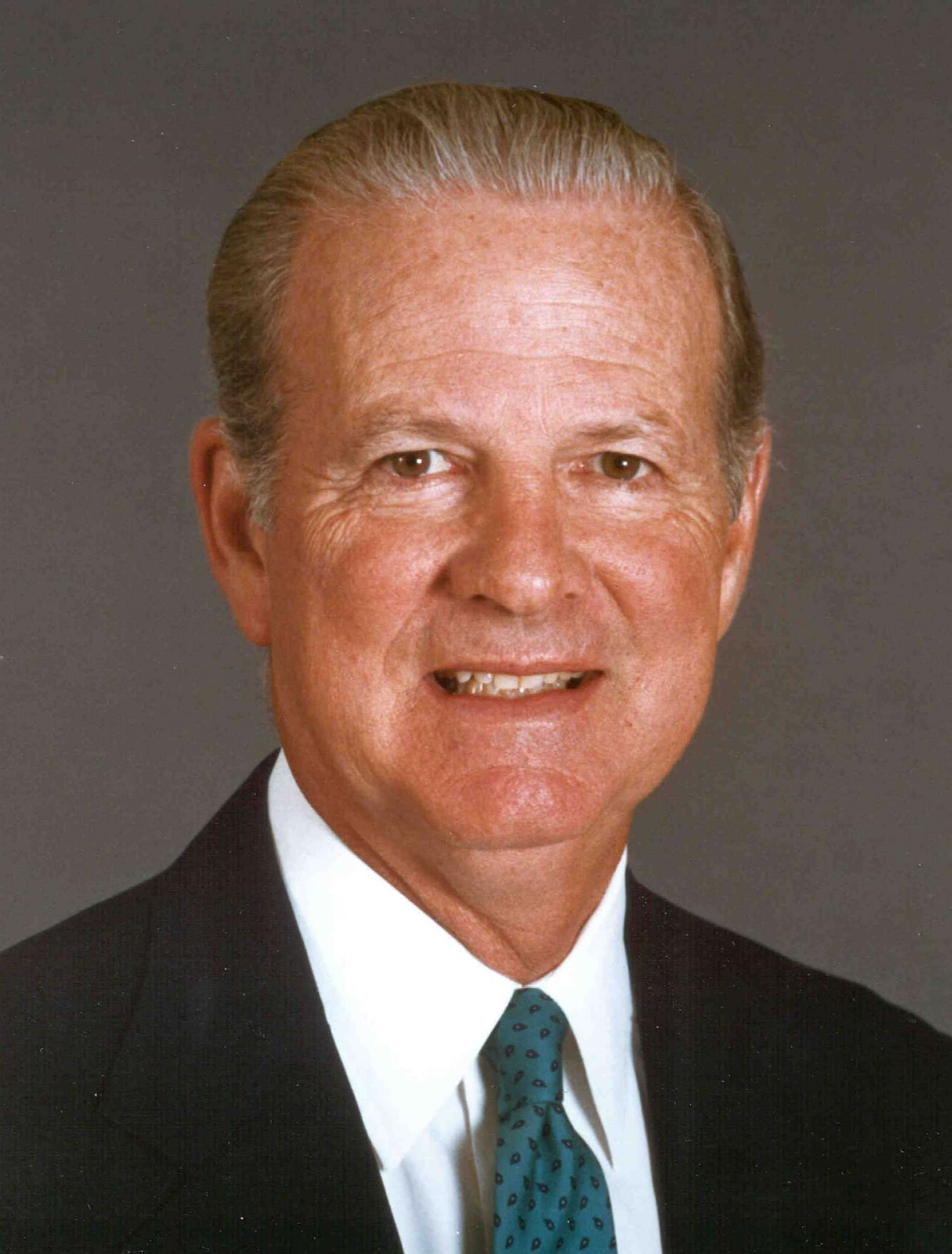
Джеймс Бейкер на посаді у 1989–1992 рр., нар. 28 квітня 1930 року (вік 95 років)
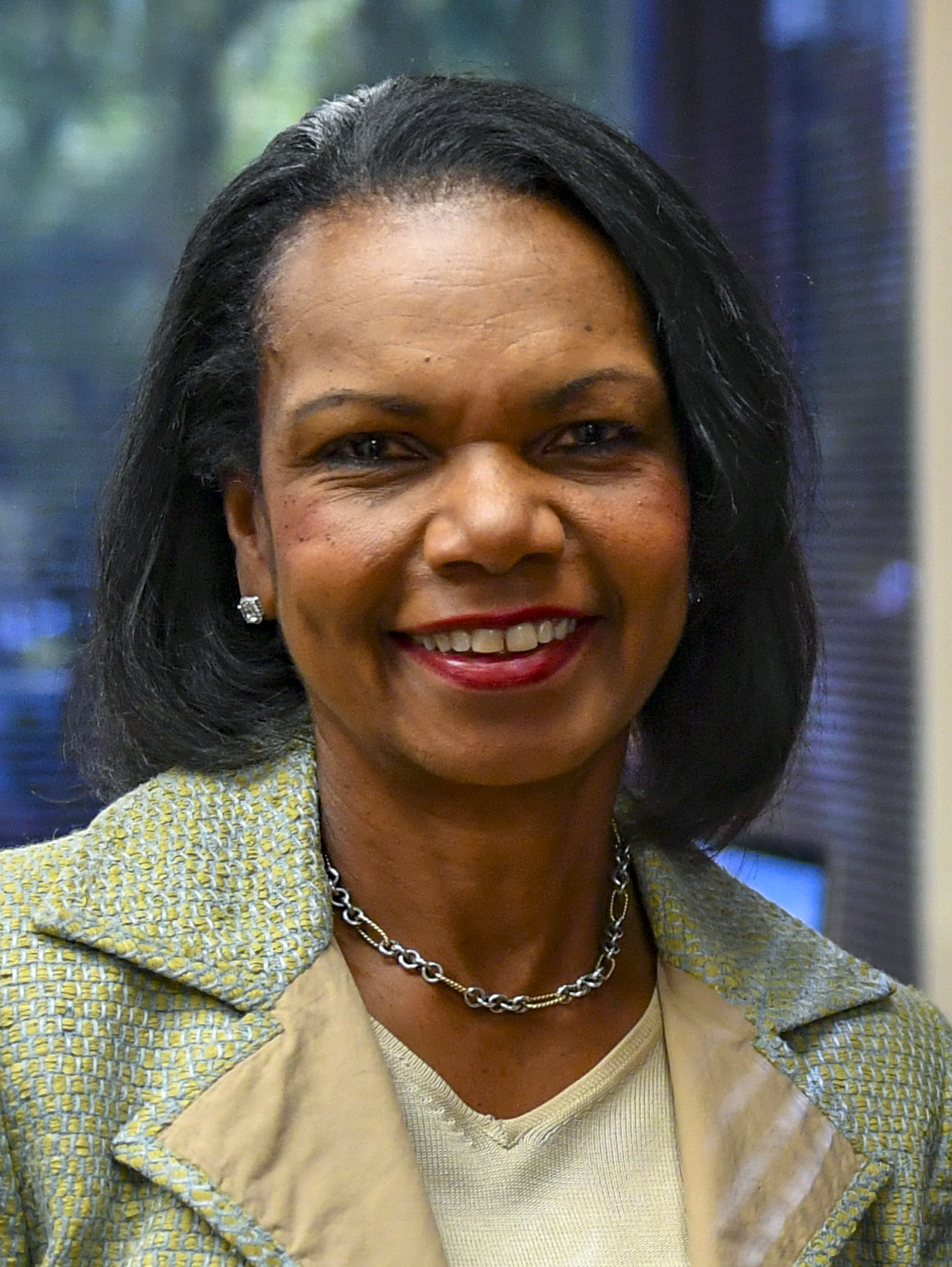
Кондоліза Райс на посаді у 2005–2009 рр., нар. 14 листопада 1954 року (вік 70 років)
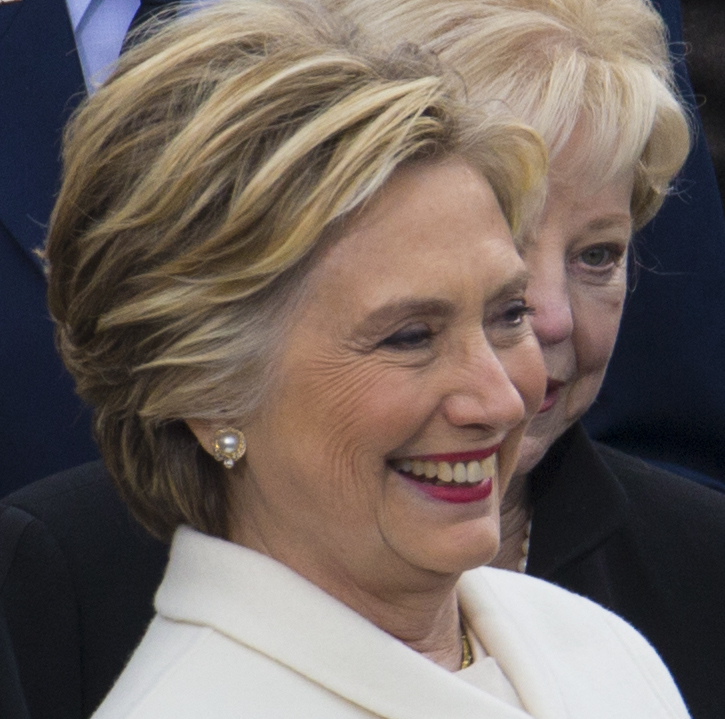
Гілларі Клінтон на посаді у 2009–2013 рр., нар. 26 жовтня 1947 року (вік 77 років)
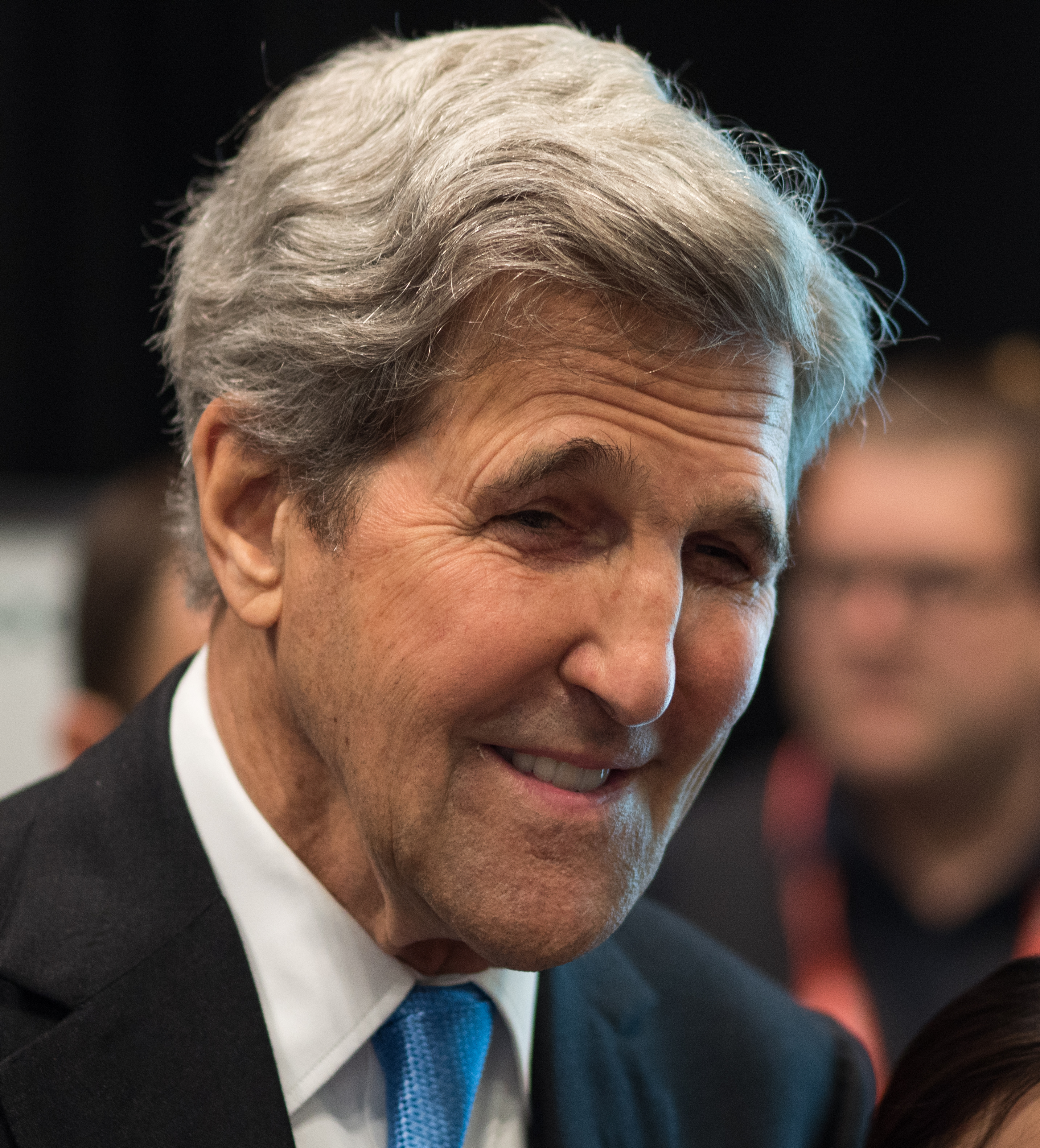
Джон Керрі на посаді у 2013–2017 рр., нар. 11 грудня 1943 року (вік 81 рік)
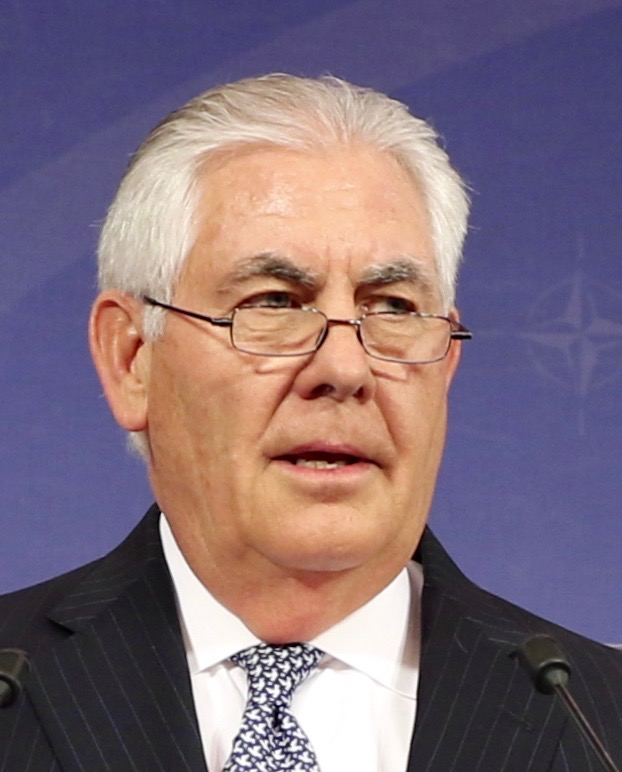
Рекс Тіллерсон на посаді у 2017–2018 рр., нар. 23 травня 1952 року (вік 73 роки)
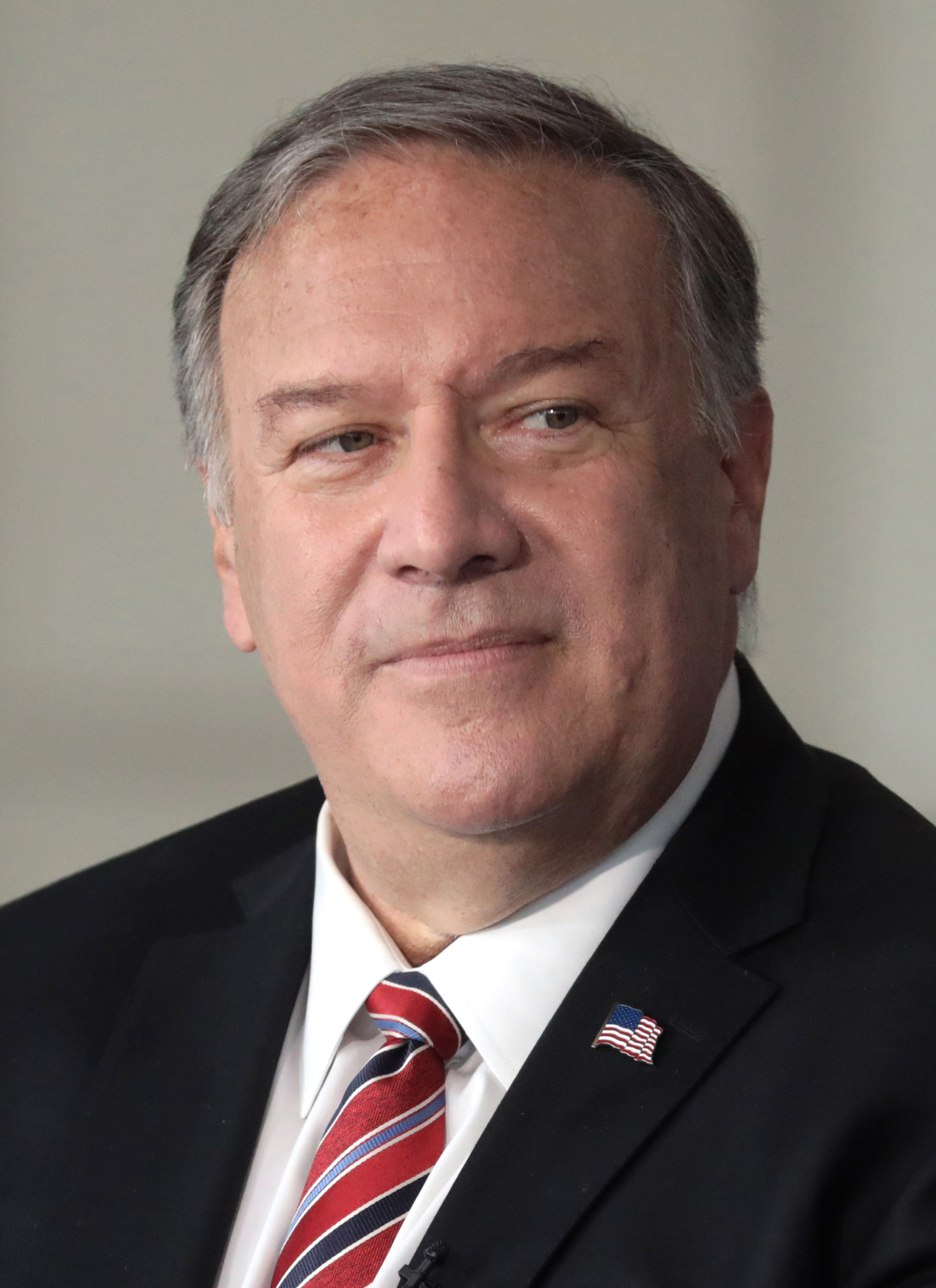
Майк Помпео на посаді у 2018—2021 рр., нар. 30 грудня 1963 року (вік 61 рік)

## Нотатки
- A Як Секретар закордонних справ до 15 вересня 1789 року та Державний секретар до 22 березня 1790 року, до повернення Томаса Джефферсона із Франції.
- B Як Військовий секретар.
- C Як Генеральний прокурор.
- D Як Секретар військово-морських сил.
- E На додачу до вказаного президента, цей Державний секретар обіймав посаду короткий проміжок часу (8 днів або менше) при наступникові цього президента, допоки йому могла бути оголошена і підтверджена заміна.
- F Як Старший секретар Державного департаменту.
- G Як Помічник Державного секретаря.
- H Як заступник Другого заступника Державного секретаря (Deputy Under Secretary of State).
- I Як Другий заступник Державного секретаря (Under Secretary of State).
- J Як Заступник постійного помічника Держсекретаря.
- K Як Заступник Державного секретаря (Deputy Secretary of State).
- L Як Заступник Державного секретаря з політичних питань.
- M Став президентом США.
- N Як Заступник Державного секретаря з питань економічного зростання, енергетики та довкілля.
- O Як Заступник Державного секретаря з питань міжнародної безпеки.